# Alexandre Czerniatynski
Alexandre "Alex" Czerniatynski, född 28 juli 1960, är en belgisk fotbollstränare och före detta professionell fotbollsspelare. Han spelade som anfallare för fotbollsklubbarna Charleroi, Antwerp, Anderlecht, Standard Liège, Mechelen, Germinal Ekeren och Royal Tilleur mellan 1977 och 1999. Czerniatynski spelade också 31 landslagsmatcher för det belgiska fotbollslandslaget mellan 1981 och 1994.
Efter den aktiva spelarkarriären har han bland annat varit tränare för Beveren och Liège.

## Titlar
| Anderlecht - Ligamästerskap (1) - Uefacupen (1) | Antwerp - Belgiska cupen (1) | Germinal Ekeren - Belgiska cupen (1) |